# Gletschersattel

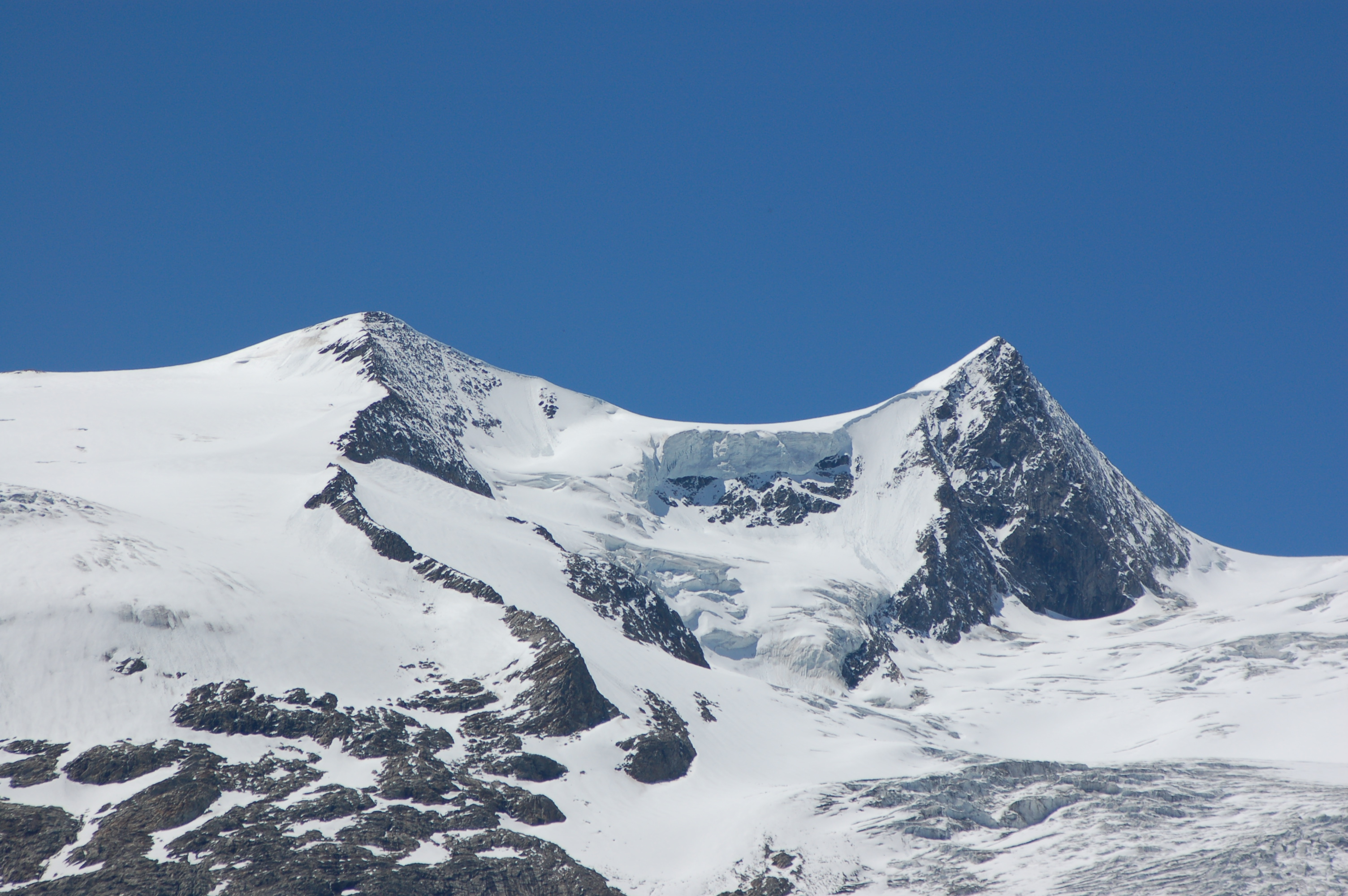
Gletschersattel von Schlatenkees und Äußerem Mullwitzkees zwischen Hohem Zaun und Schwarzer Wand in der Venedigergruppe

Unter Gletschersattel versteht man einen vergletscherten Gebirgspass.

## Glaziologie und Geomorphologie
Diese Pässe sind durch die Eishülle durchwegs relativ sanft geschwungene Oberflächenform, daher verwendet man hier das Wort Sattel. Eine genaue Höhenlage wird im Allgemeinen nicht angegeben, da die Eishöhe regelmäßig jahreszeitlich und auch mittelfristig zumindest im Meterbereich schwankt.
Innerhalb des vergletscherten Bereichs stellt der Gletschersattel eine Eisscheide dar. Wird die Einsattelung durch Gletscherrückgang eisfrei, verbleibt oft auf einer der Passeiten nur noch ein Gletscherrest.
Entgegen einer weit verbreiteten Ansicht sind vergletscherte Pässe nicht spaltensicher, da das Eis in verschiedene Richtung abfließt und zerreißt.